# 貝比背眼長頜魚
貝比背眼長頜魚，為輻鰭魚綱骨舌魚目象鼻魚科的其中一種。分布於非洲尼羅河、塞內加爾河、甘比亞河、佛塔河等流域，棲息於靜止或流動水域底部，具有發電器官，用來偵測獵物，屬肉食性，以軟體動物為食，在雨季時繁殖，體長可達51公分，可做為食用魚。

## 亚种
西方背眼長頜魚，Hyperopisus bebe occidentalis Günther, 1866